# Мученичество Шушаник

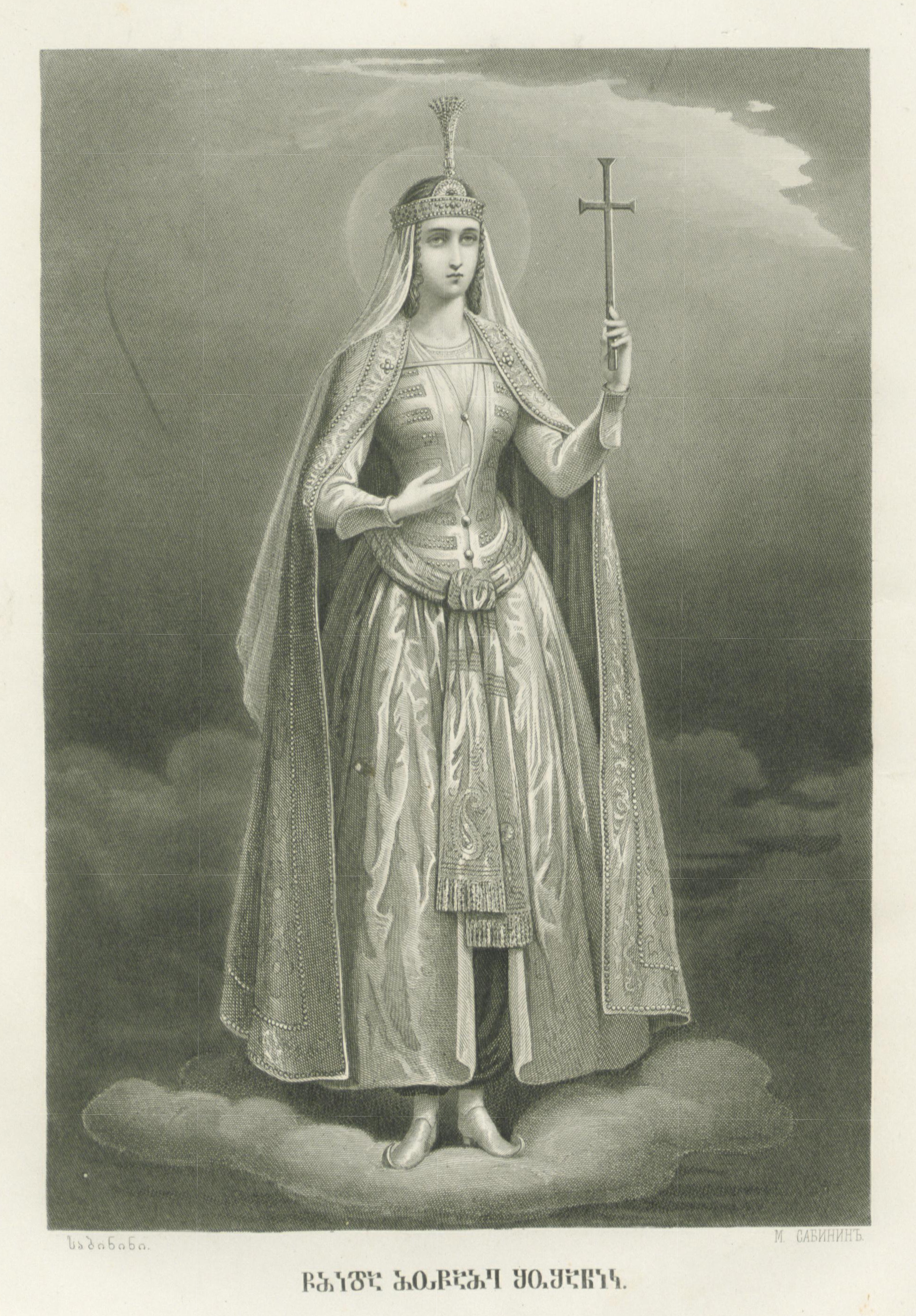
Изображение святой царицы Шушаник, основанное на древнегрузинских фресках. Сабинин, 1882 год

«Мученичество святой царицы Шушаник» (груз. წამებაჲ წმიდისა შუშანიკისი დედოფლისაჲ, Цамебай цмидиса Шушаникиси дедоплисай) — древнейший дошедший до нас памятник оригинальной грузинской литературы. Временем создания считается период между 476 и 483 годом; самая ранняя сохранившаяся рукопись восходит к X веку.
Автор сочинения — Яков Цуртавели, современник и участник описанных событий. Примерно к тому же времени относится сокращённая армянская редакция текста.
В произведении, относящемся к житийной литературе, описаны страдания и смерть армянской принцессы Шушаник, дочери полководца Вардана Мамиконяна, от рук своего мужа Варскена, правителя Южного Картли. Перейдя ради союза с Персией в зороастризм, он потребовал того же от жены и детей; Шушаник, отказавшись отречься от христианства, шесть лет подвергалась унижениям, побоям и заточениям в темнице, а на седьмой год скончалась.
Яков Цуртавели утверждает, что был духовником царицы, приводит свои разговоры с ней, что придаёт его сочинению огромную ценность в качестве исторического источника; в нём почти незаметно влияние традиционных житийных схем и шаблонов. В нём содержатся обширные сведения о государственном устройстве, истории, религии, быте древней Грузии и Армении. Кроме того, «Мученичество» считается блестящим образцом грузинской прозы благодаря одновременно лаконичному и богатому метафорами стилю, сильно развитому художественному элементу (из-за чего это произведение иногда называют «агиографическим романом»).
Впервые «Мученичество» опубликовано в 1882 году. Оно переведено на русский, латинский, английский, немецкий, французский, испанский и венгерский языки. В 1979 году ЮНЕСКО отмечалось 1500-летие памятника.